# Leva (meccanica)

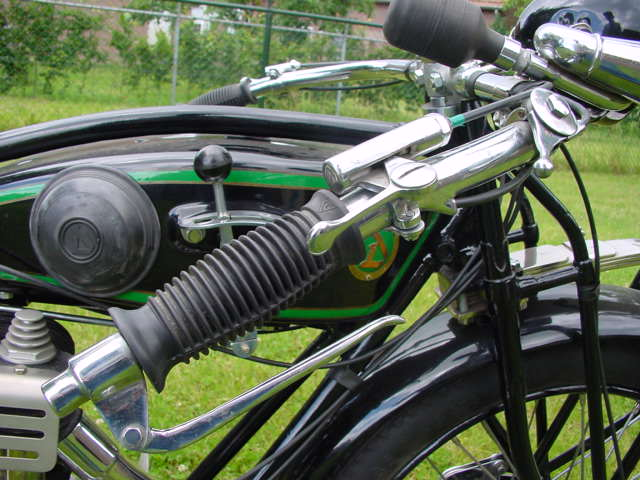
Varie leve di una motocicletta

Una leva, in meccanica, indica un dispositivo a leva azionato con la mano. Può fornire energia meccanica ad un dispositivo sfruttando la stessa pressione della mano, oppure attivare un contatto elettrico.

## Collegamento
La leva può essere collegata all'organo comandato in diversi modi:
- Aste, la leva comanda dei tubi o piastre metalliche non deformabili, le quali trasmettono il moto, questi sistemi sono molto semplici i quali richiedono un supporto il quale deve essere estremamente rigido, dato che non si deve deformare, ma hanno una vita operativa decisamente alta, praticamente priva di manutenzione e un'elevata capacità di trasferimento dell'energia.
- Filo d'acciaio, questo comando permette una maggiore libertà di posizionamento della leva e un facile ricambio del collegamento, questa tipologia di collegamento viene utilizzato su tutti i dispositivi che non devono trasmettere una grande forza e con delle ore di utilizzo relativamente brevi.
- Idraulica è un sistema più macchinoso, dato che si deve avere un serbatoio per un liquido e una pompa, quest'ultima deve essere azionata dalla leva, mettere in movimento il liquido attraverso un tubo di collegamento, questo tipo di collegamento, si utilizza quando si deve trasferire una grande forza e deve avere una vita operativa elevata, ma accompagnata da periodici interventi di sostituzione del liquido.

## Applicazioni
Le applicazioni più comuni sono

### Leva della frizione

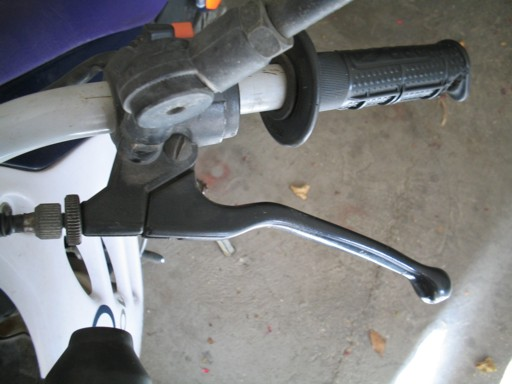
Leva della frizione a cavo registrabile

La leva della frizione è un'applicazione comune nei motocicli, ciclomotori, trattori agricoli o carri armati congolati e il Piaggio Ape, viene disposta sul manubrio o semimanubri nei mezzi a due o tre ruote, mentre nei mezzi cingolati è disposta davanti al guidatore e generalmente vincolata alla base della cabina, questa generalmente ha un collegamento a cavo d'acciaio per azionare la frizione, ma esistono anche collegamenti a liquido.

### Leva del freno
Tale leva viene disposta sul manubrio o semimanubri, per azionare il freno anteriore (tutti i mezzi a due ruote) o il freno posteriore (quasi tutte le biciclette e in alcune motociclette come optional).
Quando queste leve sono utilizzate su mezzi motorizzati, devono avere un sensore/interruttore per azionare il segnale luminoso di stop, generalmente per l'azionamento dell'interruttore s'interpone una sfera d'acciaio o un cilindro in alluminio (generalmente da 6,5 mm) tra la leva e l'interruttore, oppure in alcuni impianti idraulici si usa un interruttore azionato dalla pressione del liquido.
Questa leva/e di comando può avere un collegamento a filo d'acciaio, idraulico o a aste a seconda dell'importanza, delle caratteristiche minime da rispettare e dei costi.

### Leva del cambio

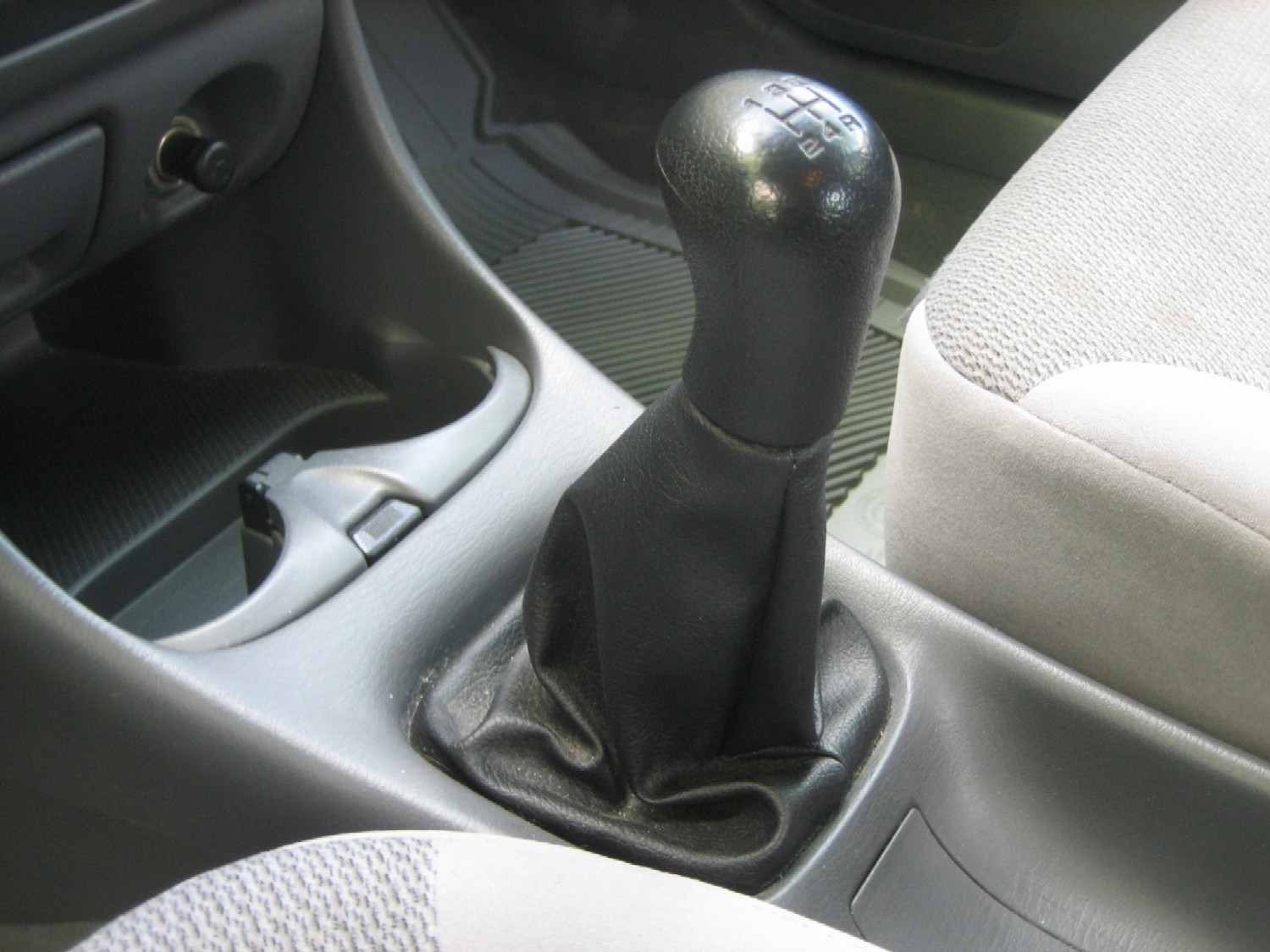
Leva di un cambio per auto

La leva del cambio è presente sulle autovetture, autocarri e simili, ma anche su torni e altre macchine da lavoro, la quale ha la funzione di far selezionare all'utente la marcia desiderata, se si tratta di un cambio normale, oppure di aumentare o diminuire il rapporto se si tratta di un cambio sequenziale o semiautomatico, mentre nei cambi automatici, questa non viene selezionata.

### Leva Gas
Usata su mezzi agricoli, come i trattori o in altre applicazioni, come quelle militari sui vecchi carri armati, ma anche su alcune piccole macchine operatrici, quali il decespugliatore e la motosega, assumendo la forma di un grilletto.

### Leva di pompaggio
Questa leva aziona una pompa, che può essere di varia natura e applicazioni, come la pompa dell'acqua e la pompa a pressione o pompa a spalla, dove in agricoltura servono per l'irrigazione o spruzzare l'insetticida.

## Accorgimenti

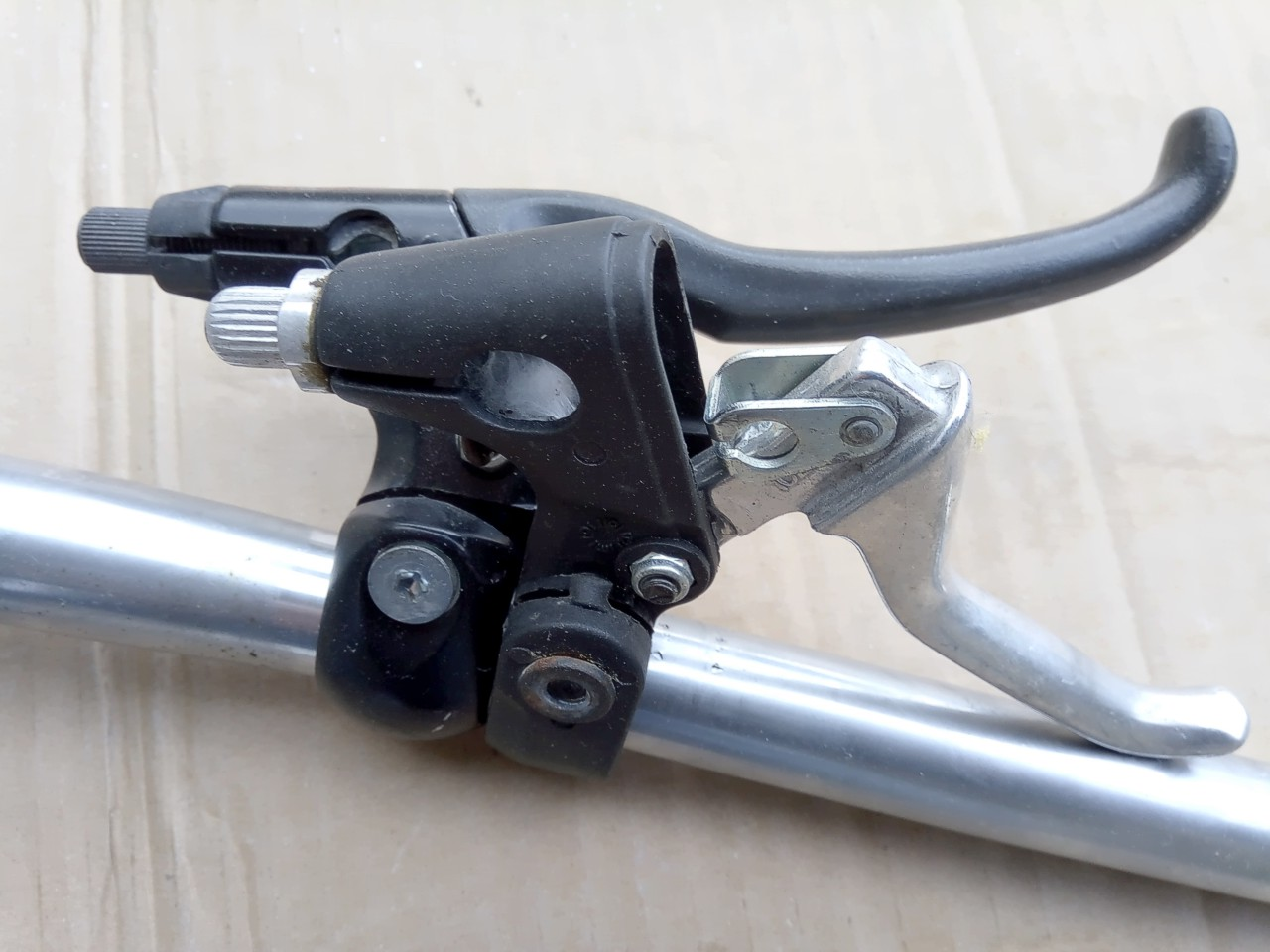
Leve freno di diversa lunghezza, leva lunga in plastica, con registro cavo in acciaio, molla di ritorno, regolazione posizione tramite grano, mentre la leva corta in alluminio, con registro cavo in alluminio, senza molla di ritorno e con regolazione posizione tramite vite autofilettante

Gli accorgimenti possono essere diversi a seconda della tipologia dell'applicazione

### Caratteristiche fisiche
Le leve per migliorare il loro uso possono:
- Ergonomia la leva ha un'impugnatura che segue l'anatomia della mano e permette una migliore presa e riduce l'affaticamento nel tempo
- Ritorno automatico la leva ha una posizione stabile, la quale viene mantenuta da un sistema a molla o con effetto similare, il che permette un ritorno automatico alla posizione di riposo
- Rinviata alla stazione di comando, queste leve azionano dispositivi disposti lontano o che non possono essere azionati in sicurezza dalla postazione di comando, un esempio sono le levette riposte sul cruscotto delle automobili.
- Lunghezza leva, la lunghezza della leva varia a seconda dell'applicazione e varia anche in base al tipo d'uso, un esempio sono i cambi H delle automobili con inserzioni di marcia duri o qualsiasi applicazione che richieda molta coppia d'azionamento, si usano leve più lunghe in modo da poter usare una forza minore e ridurre la fatica nell'inserzione, contrariamente per applicazioni che richiedono una certa velocità d'azionamento si utilizza una leva corta, che permette di fare uno spostamento minore da parte dell'utilizzatore, diminuendo il tempo d'inserzione.
Un'altra applicazione in cui si possono presentare leve con lunghezza differente sono le leve freno al manubrio delle motociclette, le quali possono essere lunghe (classiche) in modo da poter essere usate con tutta la mano o corte e usate con solo due dita o meno.

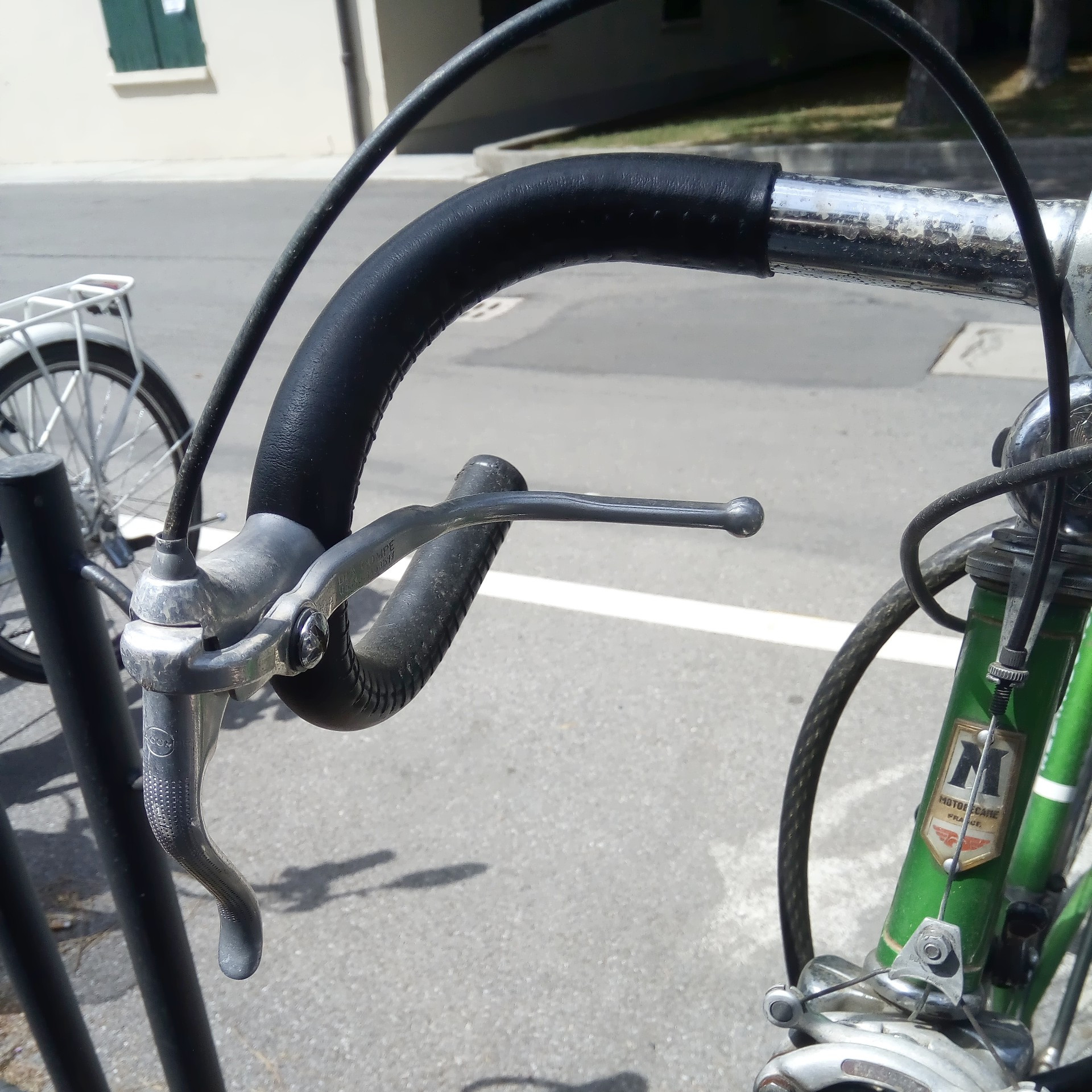
Doppia leva freno (comando sdoppiato), dove la leva accessoria agisce sulla leva principale

- Comandi sdoppiati in alcuni casi le leve possono essere associate ad un secondo comando in modo da estendere o migliorarne l'usabilità, questa caratteristica può essere ottenuta sia con un secondo comando remoto associato al comando diretto principale (come nel caso del freno a pollice utilizzato per il freno posteriore, come nel caso di Mick Doohan e altri piloti) o un doppio comando principale come in alcune applicazioni ciclistiche in modo da permettere un utilizzo sia con prese manubri basse che alte.

### Regolazioni e protezioni
Alcune leve hanno delle caratteristiche per migliorarle:
- Punto di rottura, questo stratagemma, consiste nell'avere una zona della leva più sottile, in modo che in condizione d'urto questa non si pieghi e vada a premere su superfici vicine e che questa rimanga azionata e renda impossibile un suo utilizzo.
- Distanza leva, alcune leve permettono di regolare la distanza della stessa, senza che questo porti a una riduzione della funzionalità del comando.
- Inclinazione leva, consiste in una regolazione che permette di variare l'inclinazione della leva rispetto alla sua base, quindi permette d'avere una leva che quando sarà azionata potrà assumere diverse traiettorie a seconda della sua regolazione.
- Modulabilità, questa regolazione è molto complicata e aumenta notevolmente il costo della leva, la quale può essere regolata in modo da avere più o meno corsa e variare la sua sensibilità
- Snodo alla base, questa funzione permette alla leva stessa di flettersi in una determinata direzione per evitare rotture della stessa o lesioni all'utilizzatore

Alcune leve (azionamento a cavo) per poter essere funzionali e permettere una correzione e adattabilità del sistema hanno:
- Registro della tensione del cavo, questo registro permette di regolare la tensione del cavo e di poter regolare in modo corretto l'azionamento dell'organo della macchina ad esso accoppiato, in modo che questa agisca solo quando azionata e che agisca quando viene azionato
- Copriregolazione, questa protezione viene utilizzata su alcuni mezzi esposti a sporco e liquidi che possono compromettere la funzionalità dei registri.